# Misericordia (film)
Misericordia è un film del 2023 diretto da Emma Dante. 
Il film è stato presentato in gara al Tallinn Black Nights Film Festival dove si è aggiudicato il Grand Prix per il miglior film e il premio al miglior attore per l'interpretazione del protagonista Arturo di Simone Zambelli. 

## Trama
In un complesso fatiscente di baracche a ridosso sul mare, da qualche parte in una Sicilia onirica, un gruppo di prostitute conducono una vita degradata insieme ad Arturo, un ragazzo con disturbi psichici e fisici. Il padre di Arturo, nonché protettore-padrone delle prostitute, è Polifemo, un guercio violento e volubile che ha ucciso a botte la madre di suo figlio e che sembra voler fare lo stesso ad Arturo. Le donne tuttavia cercano di trovare una via di fuga da questo incubo di mare e violenza al ragazzo, che hanno cresciuto come madri putative, nella speranza incerta di un futuro migliore.

## Distribuzione
Il film è stato distribuito nelle sale cinematografiche italiane a partire dal 16 novembre 2023.

### Controversie
Nel dicembre 2023 la regista del film ha espresso disappunto verso le programmazioni delle sale cinematografiche che nella seconda settimana all'uscita del film ne hanno dimezzato o cancellato la proiezione. La regista ha definito l'atteggiamento una «delusione fortissima» per la scarsa considerazione avuta dai distributori. The Hollywood Reporter Roma ha associato l'atteggiamento dei cinema a quello tenuto nei confronti del film La chimera di Alice Rohrwacher 

## Accoglienza
Il film ha ottenuto recensioni generalmente positive da parte della critica cinematografica italiana e internazionale. Misericordia è stato menzionato tra i migliori film italiani del 2023 da due critici della Rivista del cinematografo e dal The Hollywood Reporter Roma, mentre Panorama ha classificato il film al decimo posto tra i migliori dell'anno.

## Riconoscimenti
- 2024 - Nastro d'argento
  - Candidatura alla migliore attrice protagonista a Simona Malato
  - Candidatura al miglior attore non protagonista a Fabrizio Ferracane
  - Candidatura alla migliore fotografia a Clarissa Capellani
  - Candidatura al miglior casting director a Maurilio Mangano
- 2023 - Tallinn Black Nights Film Festival[15]
  - Grand Prix per il miglior film
  - Miglior attore a Simone Zambelli